# Paolo Negro
Paolo Negro (Arzignano, Italia, 16 de abril de 1972) es un exfutbolista italiano, que se desempeñó como defensa y lateral en cualquier banda. 
Fue internacional con la selección de fútbol de Italia y disputó una Eurocopa.

## Clubes
| Club       | País   | Año       | Partidos | Goles |
| ---------- | ------ | --------- | -------- | ----- |
| Bolonia FC | Italia | 1990-1992 | 49       | 0     |
| Brescia    | Italia | 1992-1993 | 26       | 1     |
| SS Lazio   | Italia | 1993-2005 | 264      | 19    |
| AC Siena   | Italia | 2005-2007 | 50       | 4     |

- Datos: Q561227